# Ituzaingó (Corrientes)
Ituzaingó is een plaats in het Argentijnse bestuurlijke gebied Ituzaingó in de provincie Corrientes. De plaats telt 21.610 inwoners.